# Thomas Graham Rose
Thomas Graham Rose (ur. 23 grudnia 1951 w Evander) – południowoafrykański duchowny rzymskokatolicki, od 2008 biskup Dundee.

## Życiorys
Święcenia prezbiteratu przyjął 12 grudnia 1980 i został inkardynowany do archidiecezji Johannesburg. Pracował głównie jako duszpasterz parafialny, był także m.in. rektorem seminarium w Pretorii oraz wikariuszem biskupim ds. powołań.
13 czerwca 2008 został mianowany biskupem Dundee. Sakry biskupiej udzielił mu 30 sierpnia 2008 kard. Wilfrid Fox Napier.